# Химус
Химусът (на старогръцки: χυμός - сок) представлява течно или полутечно съдържание от частично смляна храна, вода, солна киселина и различни храносмилателни ензими. Той е резултат на механично разместване, стриване, раздробяване (на твърди частици до 1 – 2 мм), смесване и втечняване на храната от стомашния гладък мускул, както и на биохимично разлагане от страна на стомашния сок.
В зависимост от количеството и съдържанието на храната, стомахът ще я смила до химус от 40 минути до няколко часа. Тази каша се изхвърля от стомаха през пилорната клапа към дванадесетопръстника.
Химусът се неутрализира от панкреасния сок, чревния сок и жлъчката, като частично се смила от панкреасните ензими.